# 폴 루디시
폴 루디시(Paul Rudish, 1968년 ~ )는 미국의 애니메이터, 작가, 그리고 성우다. 카툰 네트워크 스튜디오에서 겐디 타르타코브스키와 함께 여러 시리즈에서 아트, 각본, 디자인에 참여해 온 것으로 잘 알려져 있다. 2013년에 《심바이오닉 타이탄》에서 공동창작자를, 새로운 《미키 마우스》 TV 시리즈에서 창작자, 각본가, 그리고 감독을 맡았다.

## 생애
폴 루디시는 미주리주의 캔자스시티에서 자랐다. 폴의 아버지인 리치 루디시는 홀마크의 캐릭터인 레인보우 브라이트를 만들었으며, 1985년에 《레인보우 브라이트 앤드 더 스타 스틸러》를 감독했다. 폴 또한 그를 따라 애니메이션을 하기로 마음먹고, 1987년 캘리포니아 인스티튜트 오브 디 아츠에 입학하여 캐릭터 애니메이션을 공부했다.
루디시는 초기에 《배트맨: 디 애니메이티드 시리즈》 등에서 캐릭터 디자인과 스토리보드 아티스트로 일했다. 카툰 네트워크에서 카툰 네트워크 스튜디오을 설립하여 애니메이션을 제작하자, 겐디 타르타코브스키와 함께 빠르게 경력을 쌓아나가기 시작했다. 그는 《덱스터의 실험실》, 《파워퍼프걸》, 《사무라이 잭》에서 캐릭터 디자인, 일부 에피소드 감독을 맡았다.
2003년 미니시리즈 《스타워즈: 클론 전쟁》의 전체 아트를 감독했다. 2010년, 루디시는 《사무라이 잭》에서 각본을 쓴 브라이언 앤드류와 함께 《심바이오닉 타이탄》에서 처음 공동창작자를 맡았다. 《심바이오닉 유닛》에서는 각본과 캐릭터 디자인을 맡았다. 같은 때 《마이 리틀 포니: 우정은 마법》의 시즌 1과 시즌 2의 개발에 기여했다. 2013년, 루디시는 3분 30초짜리 단편 시리즈 《미키 마우스》를 제작 및 감독했다. 첫 에피소드 〈Croissant de Triomphe〉는 2013년 3월 12일 디즈니 공식 웹사이트에서 선공개되었다. 2016년 6월 28일 디즈니 채널에서 공식적으로 초연되었다.

## 참여 작품
- 《투 스투피드 도그》 (1993-1995)
- 《덱스터의 실험실》 (1996-2003)
- 《파워퍼프걸》 (1998-2005)
- 《사무라이 잭》 (2001-2004)
- 《스타워즈: 클론 전쟁》 (2003-2005)
- 《코르고스 오브 바바리아》 (2006)
- 《카툰스티튜트》 (2009)
- 《심바이오닉 타이탄》 (2010-2011)
- 《마이 리틀 포니: 우정은 마법》 (2010-현재)
- 《미키 마우스》 (2013-현재)
- 《완다가 간다》 (2013-2016)